# 徐增平
徐增平（1952年4月—），汉族，山东人，出生于烟台，在潍坊长大。中华人民共和国政治人物、第十一届全国政协委员。
徐1971年参军到济南空军，1973年到中国人民解放军广州体工大队，1983年从广州军区退伍，从商经营电器、地毯及农副产品贸易。1988年，他已经身家千万。这一年他携妻子——— 前中国女篮主力刘克先一起移居香港。他们先後在香港和澳門创办了创律集团、澳门创律旅游娱乐有限公司，徐现任香港创律控股有限公司董事局主席。2008年，当选第十一届全国政协委员，代表特别邀请人士，分入第五十七组。

## 引進“瓦良格”號航母
1998年3月，商人徐增平等通过拍賣从乌克兰以2,000万美元购买了未建造完成的航空母舰“瓦良格”号，又花费3,000万美元将其拖回中国。该舰之后被中国人民解放军海军改建，成为中国的第一艘航空母舰辽宁号航空母舰。徐增平及参与各方數次前往烏克蘭談判，2000年5月“瓦良格”项目主管权转移到中国船舶重工集团公司，因引起美国CIA警惕、受美国影响，使土耳其政府以港口安全問題为由，不讓“瓦良格”通過博斯普魯斯海峽，且拒绝任何条件。瓦良格受困黑海期間，中華人民共和國政府透过中国船舶重工集团公司每天向ITC公司支付8,500美元，每個月還必須向烏克蘭港口當局繳付1.7萬美元的停泊費。直到2001年8月25日土耳其政府屈服，终于提出以繳納10億美元作為「風險保證金」为首的20条“安全”規定，表示在中方符合所有规定的条件下，土耳其准許“瓦良格”通過海峽。中方在2个多月内迅速达成所有规定，终于在受困16个月后，于2001年11月1日通过海峡。“瓦良格号”最终于2002年3月抵达中国大连港。2004年8月中华人民共和国政府向澳门创律公司支付8.78亿元人民币，其中2.78亿元用以支付中船运输费用及其它开销，华夏证券公司按80%股份分得4.8亿元，徐增平按20%股份分得1.2亿元。随后“瓦良格”在中船全权管理下，直至改建完成并交付中国人民解放军海军。
报告文学作家、中国人民解放军原海军政治部创作室一级作家李忠效在其网络连载的著作《“瓦良格”号航母来中国》中称，自己也曾认为徐增平是引进瓦良格航母的不二功臣，但历经5年调查后发现“瓦良格”项目是一次接力长跑，项目背后有众多参与者，徐增平对外界的“独家发布”以及媒体对徐增平的吹嘘埋没了其他人和“国家队”的功劳。 值得注意的是，徐增平為了中飽私囊，一度想要通过威胁而終止瓦良格航母離開黑海船廠。但是通過民間和中國政府出面才平息了這場風波，作為全國政協委員，實在是令人唏噓。